# باري بيغز
باري بيغز (بالإنجليزية: Barry Biggs)‏ هو مغني جامايكي، ولد في 1947 في أبريشة سانت أندرو ‏ في جامايكا.

## وصلات خارجية
- باري بيغز على موقع ميوزك برينز (الإنجليزية)
- باري بيغز على موقع أول ميوزيك (الإنجليزية)
- باري بيغز على موقع ديسكوغز (الإنجليزية)